# Mindre nattskärra
Mindre nattskärra (Setopagis parvula) är en fågel i familjen nattskärror.

## Utseende och läte
Mindre nattskärra är som namnet avslöjar en liten nattskärra. Ovansidan är streckad i grått, brunt och rostrött. Vidare har den vit strupe och ett beigefärgat halsband. Hanen har ett vitt band i vingen nära spetsen och ljusa centrala stjärtpennor, vilket saknas hos honan. Arten liknar fläckstjärtad nattskärra, men denna saknar vitt på strupen och i vingen samt har en tydligare tecknad beigefärgad nacke. Sången är ett udda fallande "drui-dro-dro-dro-dro-dro".

## Utbredning och systematik
Fågeln förekommer från östra Peru till Brasilien söder om Amazonas, Uruguay och norra Argentina. Den behandlas som monotypisk, det vill säga att den inte delas in i några underarter.

### Släktestillhörighet
Tidigare placerades den i det stora släktet Caprimulgus, men DNA-studier visar att den är närmare släkt med nattskärrorna i bland annat Hydropsalis och Nyctidromus.

## Levnadssätt
Mindre nattskärra hittas i olika typer av öppna miljöer som betesmarker, buskmarker och skogsbryn. Liksom i stort sett alla nattskärror är den strikt nattlevande.

## Status och hot
Arten har ett stort utbredningsområde, men tros minska i antal, dock inte tillräckligt kraftigt för att den ska betraktas som hotad. Internationella naturvårdsunionen IUCN listar arten som nära hotad (LC).